# Leptoscyphus liebmannianus
Leptoscyphus liebmannianus là một loài Rêu trong họ Geocalycaceae. Loài này được (Lindenb. & Gottsche) Mitt. mô tả khoa học đầu tiên năm 1851.